# Зруч-над-Сазавоу
Зруч-над-Сазавоу (чеш. Zruč nad Sázavou, нем. Srutsch an der Sasau) — город в районе Кутна-Гора Среднечешского края Чехии.
В состав города входят административные части: Домагорж, Дубина, Несмержице и Желивец .
Расположен к востоку от Праги, на плато Кутна-Гора на высоте 344 м над уровнем моря, в 32 км от административного центра г. Кутна-Гора и в 57 км от столицы г. Прага на реке Сазава.
Кадастровая площадь — 16,41 км².

## История

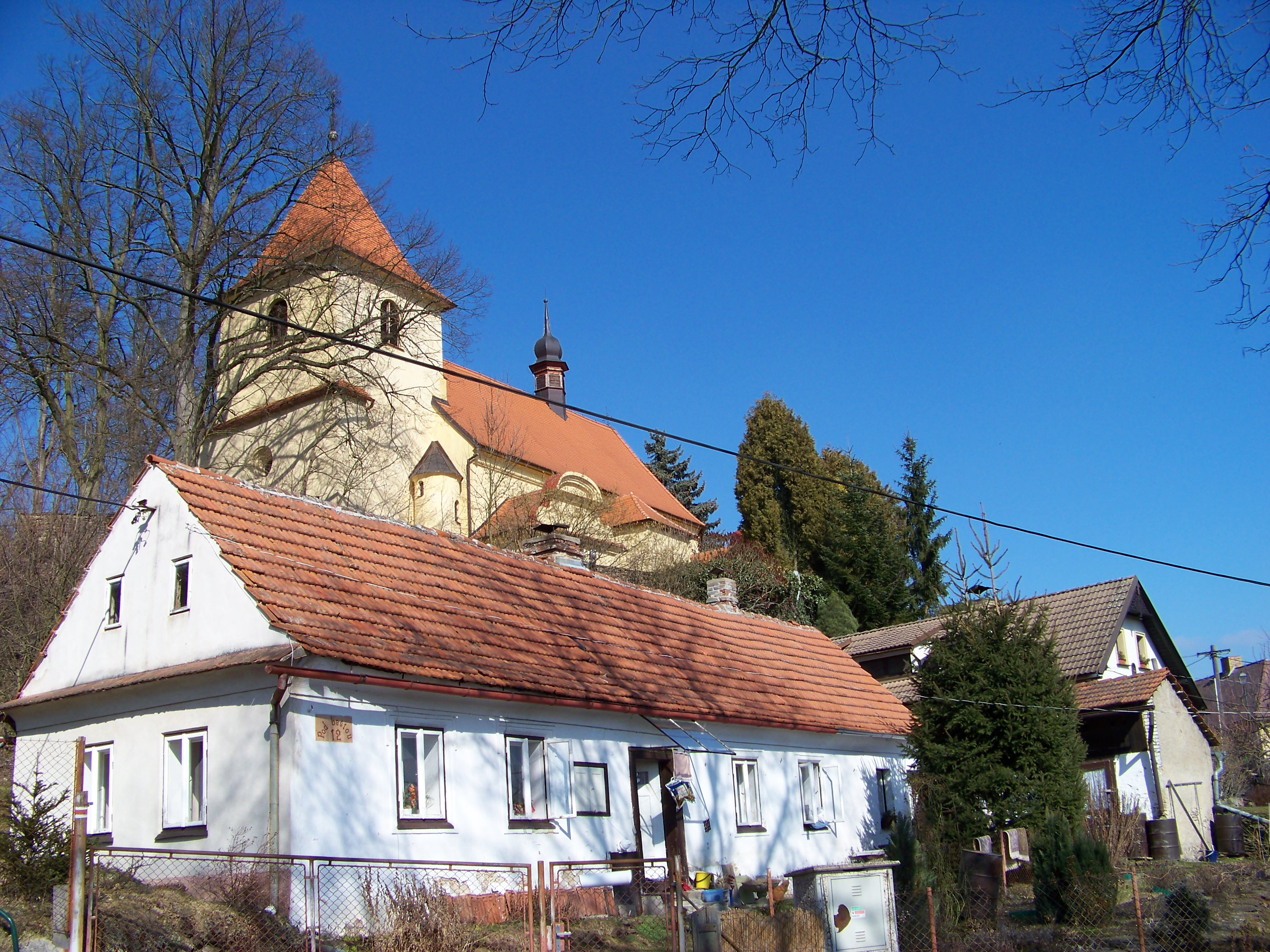
Церковь Воздвижения Креста Господня

Первое упоминание встречается в 1328 году. Однако предполагается, что заселение произошло уже в XI веке, после постройки монастыря в Сазаве. Городские права получил в 1561 году. Герб города — два серебряных рога буйвола, сросшиеся на красном щите. Во время Тридцатилетней войны город пришел в упадок.
В 1834 году началась реконструкция замка. В конце XIX века произошел новый бум, и город был подключен к сети автомобильных и железных дорог.
В 1939 году здесь была организована и стала функционировать обувная фирма Baťa. Производство прекратилось в 1990-х годах и в городе наступил экономический застой.
И сейчас Зруч делится по местному неофициальному на новый Зруч (Батёв) и старый Зруч.

## Население
| Год  | Численность | Численность |
| ---- | ----------- | ----------- |
| 1869 | 1496        | [ 7 ]       |
| 1880 | 1501        | [ 7 ]       |
| 1890 | 1463        | [ 7 ]       |
| 1900 | 1430        | [ 7 ]       |
| 1910 | 1524        | [ 7 ]       |
| 1921 | 1469        | [ 7 ]       |
| 1930 | 1422        | [ 7 ]       |
| 1950 | 4191        | [ 7 ]       |
| 1961 | 3915        | [ 7 ]       |
| 1970 | 4433        | [ 7 ]       |
| 1980 | 4960        | [ 7 ]       |
| 1991 | 5264        | [ 7 ]       |
| 2001 | 5020        | [ 7 ]       |
| 2014 | 4799        | [ 8 ]       |
| 2016 | 4719        | [ 9 ]       |
| 2017 | 4714        | [ 10 ]      |
| 2018 | 4758        | [ 11 ]      |
| 2019 | 4750        | [ 12 ]      |
| 2020 | 4861        | [ 13 ]      |
| 2021 | 4834        | [ 14 ]      |
| 2022 | 4709        | [ 15 ]      |
| 2023 | 4767        | [ 16 ]      |
| 2024 | 4749        | [ 5 ]       |

Население города на конец 2022 года составляло	4 767 жителей.

## Достопримечательности

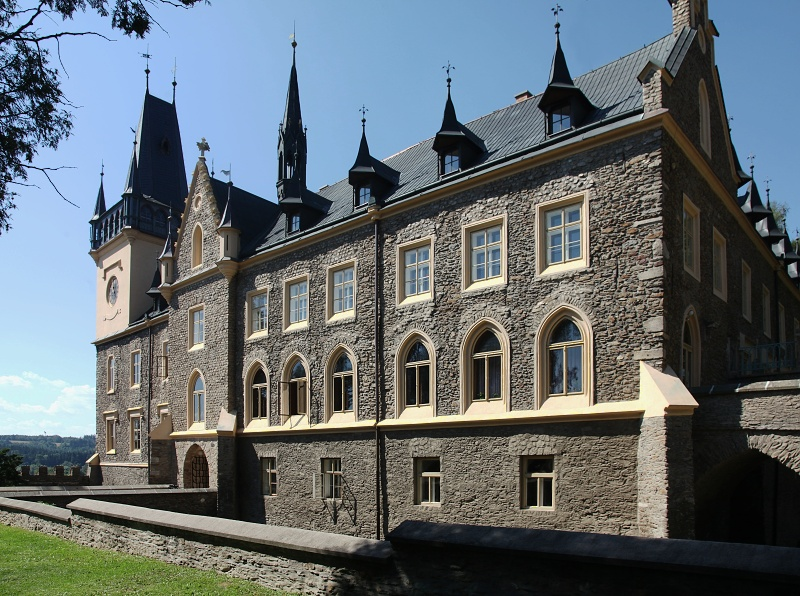
Зручский замок

- Неоготический Зручский замок над правым берегом реки Сазавы с замковым парком
- Церковь Воздвижения Креста Господня
- Часовня Святого Иосифа
- Кладбищенская часовня Святого Иакова Великого (1852)